# Jaroslav Škarvan
Jaroslav Škarvan, född 3 april 1944 i Plzeň, Tjeckoslovakien, död 21 juni 2022, var en tjeckoslovakisk handbollsspelare.
Han tog OS-silver i herrarnas turnering i samband med de olympiska handbollstävlingarna 1972 i München.